# Ґаньоа
Ґаньоа́, Ганьйоа (фр. Gagnoa) — місто на заході Кот-д'Івуару, адміністративний центр району Ґо-Джибуа, регіону Ґо та однойменного департаменту, восьме за величиною місто країни.

## Географія
Місто знаходиться в південній частині країни на правому березі річки Ґбере (басейн річки Сасандра), на відстані приблизно 100 кілометрів на північний захід від столиці країни Абіджана. Абсолютна висота — 210 метрів над рівнем моря.

## Клімат
Клімат у місті тропічний. У зимовий період випадає менше опадів ніж влітку. Середньорічна температура становить +26,1 °C. Кількість опадів у середньому — 1406.0 мм.
| Клімат Ґаньоа                              | Клімат Ґаньоа | Клімат Ґаньоа | Клімат Ґаньоа | Клімат Ґаньоа | Клімат Ґаньоа | Клімат Ґаньоа | Клімат Ґаньоа | Клімат Ґаньоа | Клімат Ґаньоа | Клімат Ґаньоа | Клімат Ґаньоа | Клімат Ґаньоа | Клімат Ґаньоа |
| Показник                                   | Січ.          | Лют.          | Бер.          | Квіт.         | Трав.         | Черв.         | Лип.          | Серп.         | Вер.          | Жовт.         | Лист.         | Груд.         | Рік           |
| Середній максимум, °C                      | 32,3          | 33,6          | 33,0          | 32,5          | 31,6          | 29,8          | 28,6          | 28,6          | 29,8          | 30,9          | 31,1          | 30,7          | 31,0          |
| Середня температура, °C                    | 26,1          | 26,8          | 27,5          | 27,3          | 26,8          | 25,7          | 24,9          | 24,7          | 25,5          | 26,2          | 26,5          | 25,7          | 26,1          |
| Середній мінімум, °C                       | 20,1          | 21,8          | 22,2          | 22,3          | 22,3          | 21,9          | 21,4          | 21,4          | 21,7          | 22,0          | 22,0          | 20,9          | 21,7          |
| Середня кількість сонячних годин на місяць | 195,7         | 184,5         | 189,0         | 204,9         | 210,4         | 122,0         | 120,8         | 97,5          | 127,1         | 176,4         | 180,2         | 166,0         | 1974,5        |
| Норма опадів, мм                           | 23.5          | 63.4          | 123.1         | 162.8         | 177.5         | 205.8         | 89.4          | 95.4          | 172.0         | 159.2         | 96.4          | 37.5          | 1406.0        |
| ------------------------------------------ | ------------- | ------------- | ------------- | ------------- | ------------- | ------------- | ------------- | ------------- | ------------- | ------------- | ------------- | ------------- | ------------- |

## Населення
За даними перепису 2014 року чисельність населення міста становила 213918 осіб. У місті поширенні французька та мова дьюла.
Динаміка чисельності населення міста по роках:
| 1975   | 1988   | 1998    | 2008    | 2012    | 2014    |
| ------ | ------ | ------- | ------- | ------- | ------- |
| 42 285 | 85 563 | 107 124 | 125 647 | 153 935 | 213 918 |

## Освіта
У місті є 23 початкових, 12 середніх шкіл та 3 коледжі.

## Транспорт
На захід від міста розташоване невелике однойменне летовище (ICAO: DISG, IATA: SEO).

## Економіка
Основою сферою зайнятості населення міста є сільське господарство. В околицях міста вирощують маніок, какао, кукурудзу, ямс, рис, каву та інші культури.